# Sicyos mawhai
Sicyos mawhai är en gurkväxtart som beskrevs av I.Telford och P.Sebastian. Sicyos mawhai ingår i släktet hårgurkor, och familjen gurkväxter. Inga underarter finns listade i Catalogue of Life.